# Browning M1903
Le FN Browning 1903 est un pistolet semi-automatique conçu par John Browning en 1903 pour la FN Herstal. Il visait les marchés militaires et disposait ainsi d'une munition nouvelle : le 9mm Browning Long. Il est appelé aussi Browning Grand Modèle. Une version compacte de cette arme chambrée en 7,65 Browning fut fabriquée et vendue parallèlement Outre-Atlantique sous la forme du Colt 1903 Pocket Hammerless.
Certains spécialistes estiment que c'est peut-être à l'aide de cette arme que Gavrilo Princip assassina François-Ferdinand d'Autriche et son épouse en 1914.
ce n’est pas correct que Franz Ferdinand  et son epouse furent assassinés avec cette arme. Gavrilo Princip utilisa pour cet assassinat un pistolet Browning 1910, en calibre de 9mm court. qui est connu aussi sous la denomination  cal. .380”

## Fonctionnement
Le Browning Grand Modèle fonctionne grâce à une platine simple action, un chien interne et à une culasse non calée. Il possède une sûreté manuelle située derrière la plaquette de crosse gauche à laquelle est associée une pédale qu'il faut enfoncer avec la paume pour tirer. Ces systèmes de sécurité active et passive seront repris par l'inventeur sur le Colt 1911 Le ressort récupérateur est sous le canon. Les organes de visées sont fixes mais certains modèles eurent une hausse tangentielle. Ce pistolet possédait également un crochet de chargeur sis sous la poignée et parfois un anneau de fixation pour une dragonne. Enfin de rares exemplaires pouvaient recevoir une crosse amovible en bois.

## Fiche technique
- Munition: 9x20mm SR Browning Long
- Masse (arme vide): 930 g
- Longueur: 205 mm
- Canon: 127 mm
- Capacité du chargeur: 7 cartouches

## Production
La firme belge produisit près de 60 000 M1903 entre 1904 et le début des années 1930. Quant à la Husqvarna Vapenfabriks (Manufacture d'armes Husqvarna), détentrice d'une licence de fabrication, elle en fabriqua 94 000 entre 1907 et 1942.

## Utilisateurs
Cette arme fortement concurrencée par le Browning M1900 auprès des policiers et le Luger P08 sur le marché militaire, fut néanmoins réglementaire en Belgique, aux Pays-Bas, en Russie (police tsariste), en Serbie et en Suède (Husqvarna M/07 remplacé en 1942 par le Husqvarna M/40. Avant 1914, les autorités russes envisagèrent sa production sous licence.